# Kanton Janville
Janville is een voormalig kanton van het Franse departement Eure-et-Loir. Het kanton maakte deel uit van het arrondissement Chartres. Het werd opgeheven bij decreet van 24 februari 2014, met uitwerking op 22 maart 2015. De gemeenten werden opgenomen in het kanton Voves

## Gemeenten
Het kanton Janville omvatte de volgende gemeenten:
- Allaines-Mervilliers
- Barmainville
- Baudreville
- Fresnay-l'Évêque
- Gommerville
- Gouillons
- Guilleville
- Intréville
- Janville (hoofdplaats)
- Levesville-la-Chenard
- Mérouville
- Neuvy-en-Beauce
- Oinville-Saint-Liphard
- Poinville
- Le Puiset
- Rouvray-Saint-Denis
- Santilly
- Toury
- Trancrainville